# Музей ФК "Шахтар" (Донецьк)
Музей ФК «Шахтар» — найбільший16[джерело?] спортивний музей в Україні. Розташований на домашньому стадіоні ФК «Шахтар» — «Донбас-Арені».

## Про музей
Урочисте відкриття музею відбулось 14 липня 2010 року. У цьому заході брали участь президент ФК Шахтар Рінат Ахметов, головний тренер гірників Мірча Луческу, ветеран клубу Михайло Соколовський, який провів найбільшу кількість матчів за команду (485 ігор) а також футболісти команди та ЗМІ. Музей розташований з південного боку стадіону, площа експозиції 384 м2 . У 5 експозиційних залах представлена колекція командних кубків, особистих призів футболістів, футбольного екіпірування, квитків, програм та афіш зі знакових матчів команди, інші реліквії та, звичайно, Кубок УЄФА  — головний трофей клубу на сьогоднішній день.
У всіх залах розташовані мультимедійні екрани, які демонструють рідкісні кадри фото- та кінохроніки з футбольного минулого команди, моменти найбільших успіхів «Шахтаря», ігрові епізоди, кадри тренувального процесу, унікальні інтерв'ю, фотографії з особистих альбомів ветеранів клубу. На подіумі Стіни Слави представлені відлиті в металі зліпки ніг футболістів, які залишили яскравий слід в історії команди, на стіні зліпки рук тренерів і голкіперів. Центральне місце у кожному залі займає гіпсова скульптура, у якій відображені герої тієї чи іншої епохи історія команди.
В одній з експозиційних зон на відвідувача чекає шоу на туманному екрані (Fogscreen), яке розповідає про всі віхи історії донецької команди. Принцип роботи шоу зводиться до створення туману із води за допомогою ультразвукових хвиль, на які проектується відео. Виходить якісна картинка, яка просто ширяє в повітрі. Після закінчення шоу відвідувач може побачити історію «Шахтаря» в обличчях: стіна із фотографіями всіх футболістів клубу, починаючи з 1936 року. Подорож історичною експозицією Музею можна зробити самостійно, у супроводі професійного гіда або, скориставшись послугами аудіогіду. Крім безпосередньо історичної експозиції в музеї передбачені вільні розважальні зони, які розраховані на дитячу та підліткову аудиторію. Відвідувачі можуть провести час за ігровими приставками, поміряються силами із віртуальним суперником. Ще одна особливість ігрової зони — це інтерактивна підлога. Тут відвідувач може випробувати себе в інтерактивному футболі. Музей має свій кінозал на 24 місця, де демонструються фільми про історію команди. У майбутньому на базі музею планується створення єдиного центру історичної архівної інформації про команду (фото-, відеоматеріали, матеріали періодичного друку; з можливістю перегляду та роботи з документами для всіх, хто цікавиться історією команди). Запрошуються усі охочі взяти участь у цьому проекті. Музей ФК «Шахтар» можна вважати не лише сховищем святинь та реліквій Клубу, а й місцем проведення культурного дозвілля, цікавого для різних категорій відвідувачів, джерелом нових вражень та сильних емоцій.